# Jane Volturi (Twilight)
Pour les articles homonymes, voir Jane.
Jane est un personnage fictif des Volturi de la saga Twilight.

## Biographie
Elle fait partie du clan des Volturi, la plus puissante famille de vampires au monde. Jane et son frère jumeau Alec font partie de la garde rapprochée des trois chefs du clan : Aro, Caïus et Marcus.
Bien qu'elle ait le physique d'une jeune adolescente d'une quinzaine d'années, Jane est en réalité âgée de plus de 1200 ans. Même si presque tous les gardes des chefs Volturi (environ une trentaine), possèdent un talent particulier, Jane est la plus puissante d'entre eux et la préférée d'Aro , qui l'appelle souvent «ma chère», «ma mignonne», «ma charmante» ou «ma belle».
Jane possède le redoutable talent d'infliger l'illusion d'une atroce douleur comparable à de la torture à n'importe qui, humain comme vampire. La victime est alors consumée par la souffrance et ne peut plus esquisser le moindre geste de défense. Jane est ainsi respectée et redoutée par tous les vampires de la planète et c'est elle qui commande les troupes qu'envoient les Volturi (Aro plus précisément) aux quatre coins du monde pour punir une infraction commise par un ou plusieurs vampires.
C'est Aro qui l'a métamorphosée en vampire, tout comme son frère. Jane et Alec sont nés à la fin du VIIIe siècle, en Angleterre, dans un petit village. Aro rencontra Jane ainsi que son frère alors qu'elle avait une dizaine d'années. Le potentiel des jumeaux était tel que même humains, Aro sentit qu'ils pourraient développer, une fois devenus vampires, de puissants dons qui pourraient lui être utiles. Mais Aro préféra patienter quelques années avant de les transformer, le temps que les enfants grandissent et deviennent adultes. Il décida de les garder à l'œil et resta à les observer pendant plusieurs années.
Mais à cette époque, l'Angleterre était en pleine chasse aux Sorcières et, bientôt, les humains de la communautés furent intrigués par le comportement étrange des jumeaux, qui restaient toujours ensemble à se parler, sans jamais se mêler aux autres. Bientôt accusés de sorcellerie, Jane et Alec furent condamnés à être brûlés vifs sur un bûcher. La douleur provoquée par les flammes sur son corps fut telle que le futur talent de Jane ne s'en trouva qu'accru. Au moment où elle et Alec allaient mourir sous les flammes, Aro intervint pour les sauver. Il massacra tous les villageois et emporta avec lui les jumeaux inconscients. Mais les blessures que les enfants avaient subies étaient trop graves et Aro ne pouvait plus attendre, il fallait qu'il les transforme immédiatement, ce qu'il fit.
Les talents qu'ils développèrent dépassèrent de loin les espérances d'Aro. Les jumeaux s'adaptèrent très bien à la vie vampirique et en très peu de temps, leurs dons se manifestèrent et devinrent très puissants. Jane et Alec rejoignirent donc la garde des Volturi et en devinrent les plus puissants membres. 
Outre Aro, pour qui elle a une véritable adoration depuis toujours, il est le seul à être capable de tempérer ses ardeurs quand Jane se déchaîne contre quelqu'un. Elle a aussi beaucoup de liens avec son frère Alec de qui elle est proche. 
Comme tous les vampires, Jane est d'une très grande beauté. Petite, mince et avec des cheveux longs et blonds (souvent remontés en chignon), ses yeux sont d'un rouge cramoisi. Tueuse impitoyable, c'est toujours à elle qu'Aro s'adresse pour remplir une mission. 
Jane n'hésite pas à attaquer mentalement les gens lorsque Aro (chef des Volturi) le lui demande et Aro a un grand respect envers Jane car c'est la plus efficace de tous ses soldats et même la plus dangereuse grâce à son pouvoir.
Jane est d'apparence innocente, mais elle cache son pouvoir démoniaque qui la rend très dangereuse pour l'ensemble des vampires de Twilight.
Jane et Alec sont les vampires les plus dangereux ; c'est pourquoi ils représentent une vraie menace pour les vampires qui ne respectent pas le règlement. 
Mais les dons de Jane et d'Alec sont contre-balancés par le bouclier mental de Bella Cullen,.

## Version cinématographique
Dakota Fanning est l'actrice américaine qui joue le rôle de Jane dans les films de la saga .